# Pachyphyllum cardenasii
Pachyphyllum cardenasii är en orkidéart som beskrevs av Lyman Bradford Smith och S.K.Harris. Pachyphyllum cardenasii ingår i släktet Pachyphyllum och familjen orkidéer.
Artens utbredningsområde är Bolivia. Inga underarter finns listade i Catalogue of Life.